# Суныгин, Николай Александрович
Николай Александрович Суныгин (6 декабря 1914, Варварское, Макарьевский уезд, Нижегородская губерния, Российская империя—6 июля 1979, Кстово, Нижегородская область, РСФСР, СССР) — механик-водитель, участник Великой Отечественной войны. Полный кавалер ордена Славы.

## Биография
Родился 6 декабря 1914, в селе Варварское (ныне в составе Кстовского района Нижегородской области) в семье крестьян. Окончил школу-семилетку и техническое училище, работал на Горьковском автозаводе. В 1936—1938 проходил срочную службу в Рабоче-Крестьянской Красной Армии.
В июле 1941 г. вновь призван в РККА. В период сентября 1942 — августа 1943 воевал на Южном фронте, Северо-Кавказском фронте и на 1-м Белорусском фронте, 134-м танковом полку 4-го гвардейского кавалерийского корпуса, 2 танковом батальоне 140-й отдельной танковой бригады 5-й ударной армии и позднее 1087-м самоходно-артиллерийском полку 4-го гвардейского стрелкового корпуса, был механиком-водителем танка.
В августе 1943 г. награждён Орденом Отечественной войны 2 степени, за особое отличие во время освобождения Донбасса. В июле 1944 г. уничтожил 2 орудия противника, САУ, 7 минометов, 3 пулемётных точки и машину с солдатами противника (за эти действия награждён орденом Славы 3 степени). Во время боёв за Грабна Воля и Михалув (Польша) с 4 по 20 августа 1944 года уничтожил большое количество солдат противника (за данную операцию награждён орденом Славы 2 степени). Во время форсирования Вислы вывел из строя вражеский танк, уничтожил около 10 пулемётов и миномётов, также уничтожил большое количество солдат и офицеров врага. 31 мая 1945 г. награждён орденом Славы 1 степени.
Ушёл в запас в 1951 году. После отставки работал на шинном заводе. Умер 6 июля 1979 г., похоронен в Кстове.

## Награды
- Орден Славы I степени (№ 836; 27 июля 1944)[1]
- Орден Славы II степени (№ 5376; 25 сентября 1944)[2]
- Орден Славы III степени (№ 94262; 31 мая 1945)[3]
- Орден Отечественной войны II степени (15 сентября 1943)[4]
- Медаль «За отвагу» (5 мая 1944)